# Институт космических исследований и технологий Болгарской академии наук
Институт космических исследований и технологий Болгарской академии наук (болг. Институт за космически изследвания и технологии БАН, ИКИТ-БАН; англ. Space Research and Technology Institute, SRTI-BAS) — ведущий институт космических исследований Болгарии, миссией которого является проведение фундаментальных и прикладных исследований в области космической физики, дистанционных зондирований небесных тел, развитие аэрокосмических систем и технологий.

## Деятельность
В поле деятельности Института входят фундаментальные и прикладные исследования в области космической физики, астрофизики, обработки изображения, дистанционного зондирования, наук о жизни и научного оборудования, подготовка и проведение экспериментов в космосе при помощи автоматических и управляемых космических аппаратов, изучение систем управления авиации и космических кораблей и оборудования для них, создание новых материалов и технологий для развития национальной экономики, а также обучение студентов-аспирантов.

## История
В 1969 году при Президиуме Болгарской академии наук была создана Научная группа космической физики для исследований в области космонавтики. В 1974 году была образована Центральная лаборатория космических исследований, в 1987 году — Институт космических исследований Болгарской академии наук. 23 марта 2010 года решением Генерального собрания Болгарской академии наук Институт исследования влияния Солнца на Землю объединился с Институтом космических исследований и в 2012 году получил название Института космических исследований и технологий.
Болгарские учёные из Центральной лаборатории космических исследований успешно участвовали в программе «Интеркосмос», занимаясь подготовкой к экспериментам и разрабатывая оборудование для спутников и ракет. В 1979 году на борту корабля Союз-33 в космос отправился первый болгарский космонавт Георги Иванов. В 1981 году в космос были запущены болгарские спутники Болгария-1300 и Метеор-1-31 (Метеор-Природа 2-4), которые занимались исследованием взаимосвязи ионосферы и магнитосферы, а также зондированием Земли из космоса. В 1984 году команды Центральной лаборатории приняли участие в международных проектах «Вега-1» и «Вега-2» для реализации проекта «Комета Венеры — Галлея».
В 1986 году разработан многоканальный дозиметр-спектрометр космического излучения «Люлин», который работал с 1988 по 1994 годы на космической станции «Мир». В 1988 году на орбитальную станцию «Мир» на корабле Союз ТМ-5 прибыл болгарский космонавт Александр Александров. В 1989 году запущена программа «Актив» для изучения электростатического поля вокруг спутника, начато развитие аппарата ВСК-ФРЕГАТ, который передавал изображения Фобоса в рамках программы «Фобос». В Институте космических исследований создана космическая теплица «СВЕТ», в которой на станции «Мир» позднее проводили ряд успешных экспериментов космонавты США и России (в том числе и выращивали растения).
До 2001 года на борту станции «Мир» работала система комплексных психологических исследований «Невролаб-Б», а также радиометр «Р-400» для обработки данных параметров поверхности Земли. На индийском космическом зонде «Чандраян-1» использовался дозиметр RADOM-7 (болг.), развитие серии дозиметров «Люлин», разработанных институтом в 1980-х годах. В последние годы Институт участвует в европейских научных рамочных программах Шестой, Седьмой, «Горизонт 2020», программе PHARE, программах НАТО.

## Издательская деятельность
С 2004 года проводится ежегодная конференция «Космос, экология, безопасность». До 2010 года проводились различные мастер-классы и малые конференции. Главным изданием Института является журнал «Аэрокосмические исследования в Болгарии», основанный в 1978 году под названием «Космические исследования в Болгарии» (выходил под номерами с 1 по 8) профессором Кирилом Серафимовым (редактор в 1978—1990 годах). Редакторами журнала работали профессор Борис Бонев (1991—1996), профессор Никола Георгиев (1996—2006) и профессор Гаро Мартиросян (2006—н. в.). Журнал публиковал статьи на английском, болгарском и русском языках. Текущее название он получил с 9 номера, публикует статьи на английском с комментариями на болгарском и русском языках.